# Vydří potok
Der Vydří potok (deutsch Thierbach, auch Dürrbach) ist ein linker Zufluss der Warmen Moldau/Teplá Vltava in Tschechien. Sein gesamter Lauf führt in südliche Richtung, dabei durchfließt er die Moore Pasecká slať, Novosvětská slať (Kleines Königsfilz) und Chalupská slať (Großes Königsfilz).

## Verlauf
Der Vydří potok entspringt zweieinhalb Kilometer nordöstlich von Nové Hutě im Böhmerwald. Seine Quelle liegt am Westhang des Hrb (Buckelstein, 1074 m n.m.). Der Oberlauf des Baches führt vorbei an der Einschicht U Babůrka und dem Naturreservat "Najmanka" nach Süden, danach wird der Vydří potok von der Staatsstraße II/168 zwischen Vimperk und Kvilda überbrückt. Anschließend durchfließt der Bach auf seinem Mittellauf in einem seichten Tal zwischen Paseka (Passeken), Nové Hutě und České Chalupy (Böhmhäuser) das Moor Pasecká slať.
Bei Šindlov fließt der Bach in den Nationalpark Šumava ein; linksseitig des Vydří potok erstreckt sich das Naturdenkmal "Pod Šindlovem". Der Unterlauf des Vydří potok führt in einem breiten Tal zwischen dem Zvěřín (Schachtberg, 1133 m.n.m.), der Janská hora (Waldkuppe, 1112 m n.m.) und dem Kamenáč (Martin-Luther-Berg, 1048 m n.m.) sowie der Kamenná (Steinberg. 1101 m.n.m.), dem Bukovec (1099 m.n.m.) und der Světlá hora (Lichtenberg, 1123 m.n.m.) durch das Königsfilz. Den oberen Teil dieses Moores bildet das Novosvětská slať (Kleines Königsfilz), an dessen Rand die Ortschaft Nový Svět (Neugebäu) und die Wüstung Granitz liegen. Südlich schließt sich daran unterhalb der Einmündung des Zvěřinský potok das Chalupská slať (Große Königsfilz) an, in dem sich der mit einer Fläche von 1,3 ha größte Moorsee Tschechiens, der Chalupské jezírko befindet. Vorbei an Hrabická Lada (Rabitzerhaid), Černá Lada (Schwarzhaid) und Svinná Lada (Seehaid) mündet der Vydří potok nach 8,5 Kilometern am südlichen Ende des Königsfilzes, das zu großen Teilen als Naturdenkmal "Borová Lada" geschützt ist, bei der zu Borová Lada gehörigen Einschicht České Chalupy (Böhmerhäuser) in die Warme Moldau.

## Geschichte
Das Tal des Vydří potok wurde erst spät besiedelt. Im Jahre 1840 entstand im Mündungsgebiet des Kaltenbaches in den Thierbach die Glasmachersiedlung Kaltenbach bzw. Mayerhütte. Das zu den Herrschaften Zdíkov und Krumau gehörige Thierbachtal konnte wegen seiner Nässe nicht landwirtschaftlich genutzt werden. Nach der Gründung weiterer Ansiedlungen entlang des Tales wurden die trockeneren Teile des Tales als Weideland genutzt. Um 1860 begann im Königsfilz der Torfstich. Seit dem Ende des 19. Jahrhunderts wurde der Torf auch in Ziegeln getrocknet und als Brennstoff verkauft. Nach dem Erwerb der ehemaligen Glashütte Franzensthal durch den Wiener Unternehmer Jakob Kraus und dem Umbau zur Papierfabrik erfuhr die Torfziegelfabrikation im Königsfilz und Seefilz einen großen Aufschwung, die getrockneten Ziegel dienten als Brennstoff. Im 20. Jahrhundert wurde erfolglos versucht, den Chalupské jezírko mittels tiefer Gräben zum Vydří potok zu entwässern. Nachdem am 1. April 1930 die Papierfabrik Franzensthal in Folge der Weltwirtschaftskrise stillgelegt worden war, sank der Absatz der Torfziegel drastisch. Zwar wurde die ehemalige Papierfabrik nach der "Arisierung" aus dem Besitz der Familie Kraus als "Möbelwerke Franzensthal AG" wieder in Betrieb gesetzt, jedoch wurden dort anstatt Möbeln Kabinen für die Messerschmitt AG produziert, so dass auch kein Bedarf an Torfziegeln zur Feuerung mehr bestand. Nach dem Zweiten Weltkrieg wurde 1946 der Torfstich im Königsfilz gänzlich eingestellt. Im Jahr darauf brach bei starker Trockenheit ein Moorbrand aus, der das ganze Kleine Königsfilz erfasste und mehrere Monate andauerte.

## Zuflüsse
- Lčovický potok, r, bei Paseka
- Studený potok (Kaltenbach), r, unterhalb Šindlov
- Zvěřinský potok, r, bei Hrabická Lada